# 1319
Cette page concerne l'année 1319  du calendrier julien. Pour l'année 1319 av. J.-C., voir 1319 av. J.-C.
L'année 1319 est une année commune qui commence un lundi.

## Événements
- 28 janvier : Robert Ier de Naples est investi de la seigneurie de Brescia[1]. La ville est menacée par Cangrande della Scala et Matteo Visconti. Robert de Naples envoie des troupes guelfes dirigées par Giberto da Correggio qui prend Crémone en novembre[2].
- 5 février : levée du siège de Gênes par les Gibelins[3].
- 14 mars : bulle Ad ae exquibus du pape Jean XXII qui approuve la création de l'Ordre du Christ successeur de l'Ordre du Temple au Portugal[4].
- 26 - 28 juin :  élection à Oslo de Magnus VII Eriksson (1316-1374), roi de Norvège (fin en 1343)[5].
- 8 juillet : début du règne de Magnus VII Eriksson, élu roi de Suède (fin en 1365)[6].
  - L’Union de la Suède et de la Norvège se réalise en faveur du roi Magnus Eriksson, fils du duc Erik et de la duchesse Ingeborg, fille de Håkon V de Norvège, mort en 1319. Âgé de trois ans, il n’exercera le pouvoir qu’à partir du 24 avril 1332. Le Conseil de régence est dominé par Ingeborg, assistée du danois Knut Porse, qui gouvernait le sud du Halland (elle l’épouse en 1327). Norvège et Suède gardent des gouvernements distincts.
- 27 juillet[3] :  les Gibelins remettent le siège devant Gênes par terre et par mer (fin en 1322).
- 14 août : à la mort du dernier Ascanien, le margrave Valdemar de Brandebourg, Jean Ier de Luxembourg récupère la Haute-Lusace[7].
- 18 septembre[8] : Gasbert de Valle ou de La Val est nommé évêque de Marseille par le pape Jean XXII.
- 14 décembre : Cortes de Tarragone. Le roi d'Aragon Jacques le Juste scelle par une union personnelle indissoluble les liens de Valence et de la Catalogne avec l’Aragon et confirme les privilèges des Aragonais[9].
- Par suite du manque de main-d’œuvre, les riches propriétaires byzantins essayent d’attirer chez eux les parèques (paysans libres devant une redevance au propriétaire) des autres. Andronic II Paléologue ordonne que « personne ne reçoive sur son domaine le parèque d’autrui »[10].